# Duolandrevus longipennis
Duolandrevus longipennis är en insektsart som beskrevs av Lucien Chopard 1968. Duolandrevus longipennis ingår i släktet Duolandrevus och familjen syrsor. Inga underarter finns listade i Catalogue of Life.